# Andrzej Gołota (singel)
Andrzej Gołota – singel grupy Kazik na Żywo wydany 4 października 1997 roku. Materiał został nagrany w lipcu 1997 roku w Buffo Studio.

## Lista utworów
Źródło.
1. "Andrzej Gołota"
2. "Łysy jedzie do Moskwy"
3. "12 groszy"

## Twórcy
Źródło.
- Kazik Staszewski – wokal
- Adam Burzyński – gitara
- Robert Friedrich – gitara
- Tomasz Goehs – perkusja
- Michał Kwiatkowski – gitara basowa
- Krzysztof Krupa – inżynieria dźwięku
- Jacek Rogulski – mastering